# Administradora Mexiquense del Aeropuerto Internacional de Toluca
La Administradora Mexiquense del Aeropuerto Internacional de Toluca (AMAIT) es la empresa que tiene bajo su cargo la operación y el desarrollo de proyectos para el desarrollo futuro del Aeropuerto Internacional Lic. Adolfo López Mateos en Toluca, Estado de México, México.
La Administradora Mexiquense del Aeropuerto Internacional de Toluca S.A. de C.V. fue hecha como parte del Sistema Metropolitano de Aeropuertos y es un esfuerzo conjunto de Gobierno e Iniciativa Privada para mejorar la infraestructura aeroportuaria que contribuya al desarrollo económico y social del Estado de México y del Centro del país.

## Aeropuerto operado por AMAIT
| Aeropuerto operado por AMAIT TLC                  |        |                  |      |      |
| Aeropuerto                                        | Ciudad | Estado           | ICAO | IATA |
| Aeropuerto Internacional Lic. Adolfo López Mateos | Toluca | Estado de México | MMTO | TLC  |

La AMAIT está integrada por las siguientes partes:
- Advent International vía OHL México 49%[1][2]
- Gobierno del Estado de México 26%
- Aeropuertos y Servicios Auxiliares 25%

## Estadísticas

### Tráfico anual
Número de pasajeros del aeropuerto al año 2024:
| Número | Aeropuerto                                        | Ciudad | Estado           | Pasajeros |
| ------ | ------------------------------------------------- | ------ | ---------------- | --------- |
| 1      | Aeropuerto Internacional Lic. Adolfo López Mateos | Toluca | Estado de México | 1,704,011 |
| Total  |                                                   |        |                  | 1,704,011 |